# Lortefilm, Sverige
|  | Denne artikel er oprettet af botten PalnaBot ud fra en ekstern database. Den kan derfor have sproglige fejl eller mangler. Denne skabelon kan fjernes efter kontrol af indholdet. |

Lortefilm, Sverige er en film instrueret af Peter Louis-Jensen, Bjørn Nørgaard.

## Handling
Peter Louis-Jensen bærer en lokumsspand ud i sneen ved en ødegård i Sverige, tømmer den i et hul og smider den væk. Forløbet er optaget parallelt på s/hv- og farvefilm.